# يوهان فوغل (ملحن)
يوهان فوغل (بالألمانية: Johann Christoph Vogel)‏ هو ملحن ألماني، ولد في 18 مارس 1756 في نورنبرغ في ألمانيا، وتوفي في 26 يونيو 1788 في باريس في فرنسا.

## وصلات خارجية
- يوهان فوغل على موقع ميوزك برينز (الإنجليزية)
- يوهان فوغل على موقع أول ميوزيك (الإنجليزية)
- يوهان فوغل على موقع ديسكوغز (الإنجليزية)